# Genova (periodico 1639-1646)
Genova è stato il titolo di una gazzetta stampata nell'omonima città dal 1639 al 1646. È uno dei più antichi giornali d'Italia nonché il primo apparso nella Repubblica di Genova.

## Storia
Nel XVII secolo la città di Genova, per la sua strategica posizione geografica, si prestava ad essere un importante centro di diffusione di notizie, opinioni e valutazioni politiche.
Nel 1639 la Repubblica di Genova, pur cercando di mantenersi neutrale, era favorevole alle sorti del Regno di Spagna ed avversa alla Francia ed ai Savoia suoi alleati. Era in pieno svolgimento la Guerra dei Trent'anni, che si sarebbe conclusa nove anni dopo, nel 1648. 
Il 22 luglio 1639 il Doge Agostino Pallavicini concesse il privilegio di pubblicare al novellista filo-spagnolo Michele Castelli. Il privilegio durava tre anni ed era gratuito.
A differenza di altre città (ad esempio, Venezia), Genova concedeva il privilegio al compilatore di una gazzetta e non al tipografo. Dopo aver ottenuto un primo rinnovo del privilegio di stampa nel 1642, in occasione del secondo rinnovo (1645), Castelli dovette pagare allo Stato la cospicua somma di 3.010 lire. 
Mutate le alleanze politiche, la Repubblica di Genova si avvicinò alla Francia. Per Castelli divenne difficile continuare le pubblicazioni. Il 17 febbraio 1646 si ritirò dall'attività per le minacce subite dagli avversari di parte francese. La gazzetta venne continuata da Michele Oliva coadiuvato dal figlio Giovanni Battista. L'assassinio del giovane, avvenuto a dicembre dello stesso anno 1646, determinò la chiusura definitiva del foglio di notizie.
Della gazzetta di Michele Castelli, stampata da Pier Giovanni Calenzano (1595-1668), esistono due raccolte, una a Genova (presso la Biblioteca universitaria) e l'altra a Torino (presso la Biblioteca reale).